# Массовка (телесериал)
«Массовка» (англ. Extras) — британский комедийный телесериал, созданный Рики Джервейсом и Стивеном Мерчантом, которые выступили как режиссёры, сценаристы и исполнители главных ролей. Сериал транслировался с 21 июля 2005 года по 27 декабря 2007 года на BBC и HBO, всего было выпущено два сезона по шесть серий в каждом, а также специальный полуторачасовой рождественский выпуск. Главными героями сериала являются актёр массовки Энди Миллман, стремящийся добиться успеха на этом поприще, его подруга Мэгги Джейкобс и агент Даррен Лэмб. Отличительной особенностью сериала является использование в каждой серии известных приглашённых актёров, играющих экстравагантные версии самих себя.

## Персонажи
- Энди Миллман (Рики Джервейс) — актёр массовки, стремящийся добиться известности. В конце первого сезона ему удаётся создать собственный ситком на BBC, который пользуется успехом у зрителей, но получает разгромные рецензии критиков.
- Мэгги Джейкобс (Эшли Дженсен) — актриса массовки, лучшая подруга Энди. В отличие от Энди она не особо стремится сделать карьеру в качестве актрисы, а больше увлечена поиском подходящего ей парня.
- Даррен Лэмб (Стивен Мерчант) — агент Энди. Даррен совершенно некомпетентен и не может выбить для своих клиентов ни одной стоящей роли.
- Барри из «Истэндеров» (Шон Уильямсон) — ещё один клиент Даррена Лэмба. Шон Уильямсон играет себя самого, но поскольку его настоящее имя мало кто помнит, его называют Барри из «Истэндеров» по единственной более-менее известной роли, которую ему довелось сыграть.

В качестве приглашённых звёзд в сериале снимались Бен Стиллер, Росс Кемп, Винни Джонс, Кейт Уинслет, Лес Деннис, Сэмюэл Л. Джексон, Патрик Стюарт, Орландо Блум, Дэвид Боуи, Дэниел Рэдклифф, Уорик Дэвис, Крис Мартин, Иэн Маккеллен, Роберт Де Ниро и другие.

## Награды
| Год  | Награда               | Категория                                 | Лауреат или номинант                     |
| ---- | --------------------- | ----------------------------------------- | ---------------------------------------- |
| 2005 | British Comedy Awards | Лучшая новая актриса в комедии            | Эшли Дженсен                             |
| 2005 | British Comedy Awards | Лучшая актриса в телевизионной комедии    | Эшли Дженсен                             |
| 2006 | British Comedy Awards | Лучший актёр в телевизионной комедии      | Стивен Мерчант                           |
| 2006 | Золотая Роза          | Лучший ситком                             | Лучший ситком                            |
| 2006 | Золотая Роза          | Лучшая актриса ситкома                    | Эшли Дженсен                             |
| 2007 | BAFTA TV              | Лучшее актёрское исполнение в комедии     | Рики Джервейс                            |
| 2007 | Эмми                  | Лучший ведущий актёр в комедийном сериале | Рики Джервейс                            |
| 2008 | British Comedy Awards | Лучший актёр в телевизионной комедии      | Рики Джервейс                            |
| 2008 | BAFTA TV              | Лучшее актёрское исполнение в комедии     | Рики Джервейс                            |
| 2008 | Золотой глобус        | Лучший музыкальный или комедийный сериал  | Лучший музыкальный или комедийный сериал |